# Ildefonso Jimeno de Lerma

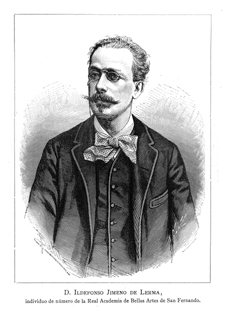
Ildefonso Jimeno de Lerma, xilografía para La Ilustración Española y Americana de Arturo Carretero y Sánchez.

José Ildefonso Jimeno de Lerma (Madrid, 19 de marzo de 1842-ibíd., 16 de noviembre de 1903) fue un organista y compositor español.

## Biografía
Fue discípulo de su padre, Román Jimeno, en el Real Conservatorio de Madrid y, a los diecinueve años de edad, consiguió acceder por oposición a la plaza de maestro de capilla y profesor del Seminario de Santiago de Cuba, para ser más tarde primer organista de la Iglesia de San Isidro de Madrid,  archivero musical del Teatro Real y director del Conservatorio, donde tuvo alumnos tan destacados como Felipe Gorriti. En 1878, y por el deceso de Hilarión Eslava, fue elegido para ocupar su vacante en la Real Academia de Bellas Artes de San Fernando. Se distinguió, no solo como organista, sino también como musicólogo, y dejó escritas y publicadas numerosas obras de género religioso que sobresalen por su elevado estilo y depurada técnica, como Bendita sea tu pureza: a grande orquesta, Ofertorio, plegaria y meditación: para órgano o Hymno á la Virgen. También publicó el libro Estudios sobre música religiosa: el canto litúrgico, el órgano, (Madrid, 1898).